# Nuristan (tỉnh)
Nuristan, cũng được gọi là Nurestan or Nooristan, (Nuristan/Pashto: نورستان) là một trong 34 tỉnh của Afghanistan, tọa lạc tại miền đông đất nước. Tỉnh được chia thành bảy huyện và có dân số khoảng 140.900. Parun là tỉnh lỵ.
Nó trước đây được gọi là Kafiristan (کافرستان, "vùng đất của người không theo đạo") cho tới khi cư dân tại đây được cải đạo từ một dạng Hindu giáo cổ, sang Hồi giáo vào năm 1895, và do vậy nơi đây được đổi tên hành Nuristan ("vùng đất của sự soi sáng").
Những nghề nghiệp chính tại đây là trồng trọt, chăn nuôi, và làm thuê. Nuristan giáp với Laghman và Kunar về phía nam, Badakhshan về phía bắc, Panjshir về phía tây, và Khyber Pakhtunkhwa (Pakistan) về phía đông.

## Dân cư

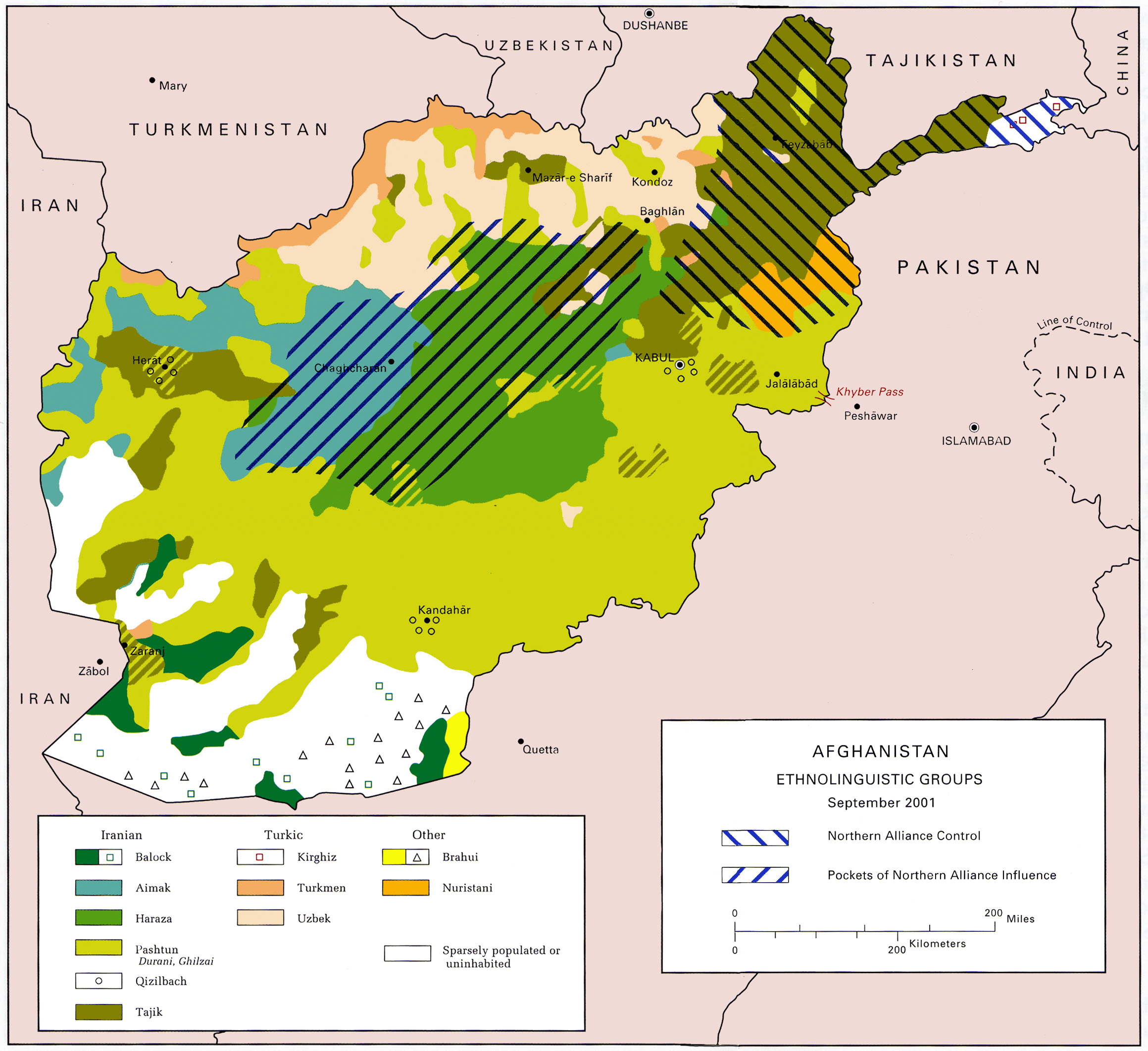
Các nhóm dân tộc-ngôn ngữ tại Afghanistan.

Năm 2013, tổng dân số của tỉnh là khoảng 140.900. Theo Naval Postgraduate School, khoảng 99,3% dân cư là người Nuristan, 0,6% người Gurjar, và 0,2 người Hazara.
Khoảng 90% nói những ngôn ngữ Nuristan sau:
- Tiếng Askun
- Tiếng Kamkata-viri
- Tiếng Vasi-vari
- Tiếng Tregam
- Tiếng Waigal

Khoảng 15% dân số ít nhất một trong các ngôn ngữ Pashayi.
Tiếng Pashtun và tiếng Dari được sử dụng như ngôn ngữ thứ hai tại đây.

### Huyện

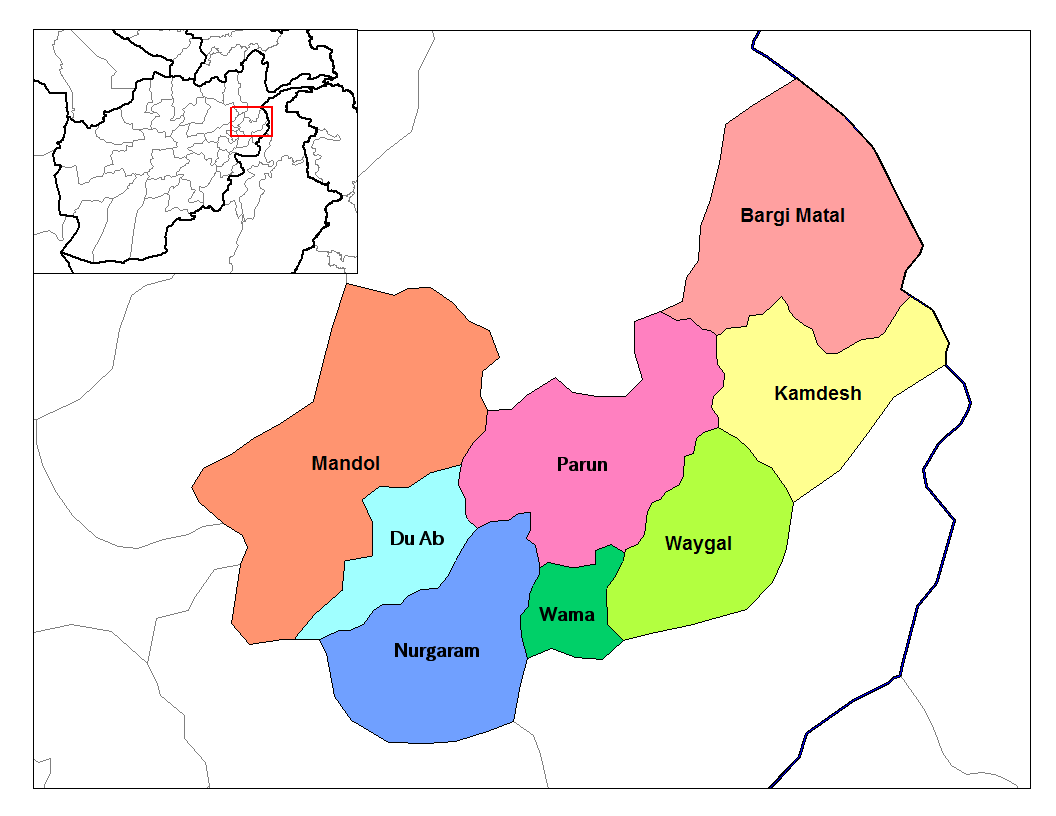
Các huyện của Nuristan

| Huyện        | Huyện lỵ | Dân số | Diện tích | Ghi chú                                                                     |
| ------------ | -------- | ------ | --------- | --------------------------------------------------------------------------- |
| Barg-i Matal |          | 15.000 |           |                                                                             |
| Du Ab        |          | 7.700  |           | Thành lập năm 2004, trước đó là một phần của huyện Nuristan và huyện Mangol |
| Kamdesh      | Kamdesh  | 24.500 |           |                                                                             |
| Mandol       |          | 19.200 |           |                                                                             |
| Nurgram      |          | 31.400 |           | Thành lập năm 2004, trước đó là một phần của huyện Nuristan và huyện Wama   |
| Parun        | Parun    | 13.200 |           | Thành lập năm 2004, trước đó là một phần của huyện Wama                     |
| Wama         |          | 10.800 |           |                                                                             |
| Waygal       |          | 19.100 |           |                                                                             |

## Những người nổi bật đến từ Nuristan
- Ahmad Yusuf Nuristani
- Abdul Qadir Nuristani
- Mohammed Nadir Atash
- Issa Nuristani
- Jamaluddin Badr